# Список космонавтов и астронавтов, посещавших орбитальную станцию «Мир»
Алфавитный список космонавтов, посещавших орбитальную станцию «Мир». Имена членов долговременных экспедиций выделены полужирным начертанием. Для космонавтов, посещавших ОС «Мир» несколько раз, в скобках стоит число посещений.
| страны         | число космонавтов | из них женщин | члены долгосрочных экспедиций | двукратное посещение | трёхкратное посещение | четырёхкратное посещение | пятикратное посещение |
| -------------- | ----------------- | ------------- | ----------------------------- | -------------------- | --------------------- | ------------------------ | --------------------- |
| СССР/ Россия   | 42                | 1             | 33                            | 13                   | 3                     | 1                        | 1                     |
| США            | 44                | 8             | 7                             | 3                    | 1                     |                          |                       |
| Франция        | 6                 | 1             | 1                             | 2                    |                       |                          |                       |
| Германия       | 4                 |               | 1                             |                      |                       |                          |                       |
| Сирия          | 1                 |               |                               |                      |                       |                          |                       |
| Болгария       | 1                 |               |                               |                      |                       |                          |                       |
| Афганистан     | 1                 |               |                               |                      |                       |                          |                       |
| Япония         | 1                 |               |                               |                      |                       |                          |                       |
| Великобритания | 1                 | 1             |                               |                      |                       |                          |                       |
| Австрия        | 1                 |               |                               |                      |                       |                          |                       |
| Канада         | 1                 |               |                               |                      |                       |                          |                       |
| Словакия       | 1                 |               |                               |                      |                       |                          |                       |
| 12             | 104               | 11            | 42                            | 18                   | 4                     | 1                        | 1                     |

| # А Б В Г Д Е Ё Ж З И К Л М Н О П Р С Т У Ф Х Ц Ч Ш Щ Э Ю Я |

## А
- Авдеев, Сергей Васильевич (3)
- Айвинс, Марша
- Акияма, Тоёхиро
- Александров, Александр Павлович
- Александров, Александр Панайотов
- Андерсон, Майкл Филлип
- Арцебарский, Анатолий Павлович
- Аубакиров, Токтар Онгарбаевич
- Афанасьев, Виктор Михайлович (3)

## Б
- Баландин, Александр Николаевич
- Батурин, Юрий Михайлович
- Бейкер, Майкл Аллен
- Бейкер, Эллен Луиза Шулман
- Белла, Иван
- Блаха, Джон Элмер
- Блумфилд, Майкл Джон
- Бударин, Николай Михайлович (2)

## В
- Викторенко, Александр Степанович (4)
- Виноградов, Павел Владимирович
- Волков, Александр Александрович (2)
- Вулф, Дейвид Александер

## Г
- Гибсон, Роберт Ли
- Гидзенко, Юрий Павлович
- Годвин, Линда Максин
- Гори, Доминик Ли Падвилл
- Грансфелд, Джон Мейс

## Д
- Данбар, Бонни Джинн (2)
- Дежуров, Владимир Николаевич
- Джетт, Брент Уорд

## З
- Залётин, Сергей Викторович

## К
- Каванди, Джанет Линн
- Калери, Александр Юрьевич (3)
- Камерон, Кеннет Доналд
- Кизим, Леонид Денисович
- Клервуа, Жан-Франсуа
- Клиффорд, Майкл Ричард Юрэм
- Коллинз, Айлин Мари
- Кондакова, Елена Владимировна (2)
- Корзун, Валерий Григорьевич
- Кретьен, Жан-Лу (2)
- Крикалёв, Сергей Константинович (2)

## Л
- Лавейкин, Александр Иванович
- Лазуткин, Александр Иванович
- Левченко, Анатолий Семёнович
- Линенджер, Джерри Майкл
- Лоуренс, Уэнди Берриен (2)
- Лу, Эдвард Цзан
- Лусид, Шеннон Матильда Уэллс
- Ляхов, Владимир Афанасьевич

## М
- МакАртур, Уильям Сёрлс
- Маленченко, Юрий Иванович
- Манаков, Геннадий Михайлович (2)
- Манаров, Муса Хираманович (2)
- Мербольд, Ульф Дитрих
- Моманд, Абдул Ахад
- Мусабаев, Талгат Амангельдиевич (2)

## Н
- Норьега, Карлос Исмаэль

## О
- Онуфриенко, Юрий Иванович

## П
- Падалка, Геннадий Иванович
- Паразински, Скотт Эдвард
- Полещук, Александр Фёдорович
- Поляков, Валерий Владимирович (2)
- Прекорт, Чарлз Джозеф (3)

## Р
- Райли, Джеймс Фрэнсис
- Райтер, Томас Артур
- Редди, Уильям Фрэнсис
- Романенко, Юрий Викторович
- Росс, Джерри Линн
- Рюмин, Валерий Викторович

## С
- Савиных, Виктор Петрович
- Сега, Роналд Майкл
- Серебров, Александр Александрович (2)
- Сирфосс, Ричард Алан
- Соловьёв, Анатолий Яковлевич (5)
- Соловьёв, Владимир Алексеевич
- Стрекалов, Геннадий Михайлович (2)

## Т
- Тагард, Норман Эрл
- Титов, Владимир Георгиевич (2)
- Томас, Эндрю Сидни Уитиел
- Тонини, Мишель

## У
- Уайсофф, Питер Джеффри Келси
- Уилкатт, Терренс Уэйд (2)
- Уолз, Карл Эрвин
- Усачёв, Юрий Владимирович (2)
- Уэзерби, Джеймс Доналд

## Ф
- Фарис, Мухаммед Ахмед
- Фибёк, Франц
- Фладе, Клаус-Дитрих
- Фоул, Колин Майкл

## Х
- Харбо, Грегори Джордан
- Холселл, Джеймс Дональд
- Хэдфилд, Кристофер Остин

## Ц
- Циблиев, Василий Васильевич (2)

## Ч
- Чанг-Диас, Франклин
- Чилтон, Кевин Патрик

## Ш
- Шарипов, Салижан Шакирович
- Шарман, Хелен Патриция

## Э
- Эвальд, Райнхольд
- Эдвардс, Джо Фрэнк
- Эйартц, Леопольд
- Эйкерс, Томас Дейл
- Эньере, Жан-Пьер (2)
- Эньере (Андре-Деэ), Клоди
- Эпт, Джером